# Dainis Kazakevičs
Dainis Kazakevičs, född 30 mars 1981, är en lettisk fotbollstränare. Han är sedan 2020 förbundskapten för Lettlands landslag.

## Karriär
Mellan 1990 och 1998 spelade Kazakevičs ungdomsfotboll i Jelgavas BJSS. Han har inte spelat någon professionell fotboll.
2001 blev Kazakevičs anställd som huvudtränare i Viola, en klubb som spelade i 2. līga (Lettlands tredjedivision). Säsongen 2003 spelade Viola i 1. līga (Lettlands andradivision) och slutade på 8:e plats. Klubben slogs därefter ihop med RAF Jelgava och bildade FK Jelgava, där Kazakevičs blev utsedd till huvudtränare. Säsongen 2009 ledde han Jelgava till en förstaplats i 1. līga och klubben blev därmed uppflyttade till Virslīga. Året därefter ledde Kazakevičs laget till en vinst i Lettiska cupen. I december 2012 lämnade han sitt uppdrag som huvudtränare i Jelgava för en position som sportchef i det lettiska fotbollsförbundet.
I juli 2013 tog Kazakevičs över som huvudtränare i Lettlands U21-landslag. Den största framgången var en vinst över Belgien den 11 oktober 2016.
Den 20 januari 2020 blev Kazakevičs utsedd till ny förbundskapten för Lettlands landslag.

## Meriter
FK Jelgava
- Lettiska cupen: 2009/2010
- Vinnare av 1. līga: 2009